# Kryteria konwergencji
     Kraje strefy euro
     Kraje z klauzulą opt-out należące do ERM II
     Pozostałe kraje należące do ERM II
     Pozostałe kraje UE
     Kraje spoza UE używające euro na mocy układu monetarnego
     Kraje spoza UE, które dokonały jednostronnej euroizacji

Kraje strefy euro
Kraje z klauzulą opt-out należące do ERM II
Pozostałe kraje należące do ERM II
Pozostałe kraje UE
Kraje spoza UE używające euro na mocy układu monetarnego
Kraje spoza UE, które dokonały jednostronnej euroizacji

Kryteria konwergencji (również kryteria konwergencji nominalnej, kryteria zbieżności, kryteria z Maastricht) – wprowadzone przez Traktat o Unii Europejskiej wskaźniki ekonomiczne i zasady, jakie powinno spełniać państwo aspirujące do pełnego uczestnictwa w Unii Gospodarczej i Walutowej. Są to zatem warunki konieczne do wypełnienia dla państw członkowskich Unii Europejskiej, które dążą do wprowadzenia euro i zobowiązały się nie przeprowadzać jednostronnej euroizacji. Początkowo kryteria te zapisane były w traktacie o Unii Europejskiej, jednak w wyniku wejścia w życie traktatu lizbońskiego znalazły się one głównie w artykule 140 Traktatu o funkcjonowaniu Unii Europejskiej (dawny Traktat ustanawiający Europejską Wspólnotę Gospodarczą) oraz w Protokole nr 13 w sprawie kryteriów konwergencji. W zakresie warunków koniecznych do przyjęcia euro, oprócz niezależności banku centralnego, kraje zobowiązane są wypełnić cztery kryteria: stabilności cen, fiskalne, kursowe i odnoszące się do stóp procentowych.

## Kryteria

### Stabilność cen
W odniesieniu do osiągnięcia wysokiego poziomu trwałej zbieżności traktat głosi, że jednym z warunków jest:

osiągnięcie wysokiego stopnia stabilności cen; będzie to wynikało ze stopy inflacji zbliżonej do istniejącej w co najwyżej trzech Państwach Członkowskich, które mają najlepsze rezultaty w dziedzinie stabilności cen

Jest to jedno z trzech kryteriów o charakterze monetarnym. Konkretne wskaźniki brane pod uwagę zawarte są w art. 1 Protokołu w sprawie kryteriów konwergencji. Zgodnie z jego treścią poziom inflacji danego państwa w ciągu roku poprzedzającego badanie nie może przekraczać o więcej niż 1,5 punktu procentowego inflacji trzech państw Unii Europejskiej o najbardziej stabilnym poziomie cen. Inflację tę mierzy się wskaźnikiem HICP, nie zaś CPI.

### Sytuacja fiskalna
Zgodnie z treścią traktatu kolejne kryterium dotyczy sytuacji finansów publicznych danego państwa członkowskiego. W myśl art. 2 Protokołu państwo członkowskie nie może być:

objęte decyzją Rady zgodnie z artykułem 126 ustęp 6 wspomnianego Traktatu, stwierdzającą istnienie nadmiernego deficytu

Państwo członkowskie nie może być zatem objęte procedurą nadmiernego deficytu (EDP), która związana jest z przekroczeniem wskaźników odnoszących się do sektora instytucji rządowych i samorządowych (ang. general government). Wskaźniki te wynoszą 3% PKB w odniesieniu do deficytu oraz 60% PKB w odniesieniu do zadłużenia, jednak w praktyce przy ocenie uwzględnia się raczej tendencję, nie zaś poziom wartości referencyjnych w jednym określonym momencie. Ponadto uwzględnia się m.in. wyzwania stojące aktualnie przed budżetem danego państwa, jak np. podejmowanie określonych reform.

### Kurs walutowy
Drugim kryterium o charakterze monetarnym jest kryterium kursu walutowego. Zgodnie z art. 3 Protokołu, państwa członkowskie zobowiązane są do uczestnictwa w europejskim mechanizmie kursowym przez minimum dwa lata, bez poważnych napięć. Ocena pomyślności pozostawania w mechanizmie wydawana jest przez Europejski Bank Centralny. W okresie przebywania w ERM II zakazana jest samowolna dewaluacja waluty krajowej względem euro. Obecnie maksymalne dopuszczalne pasmo wahań kursowych wynosi ±15% odchylenia względem wyznaczonego kursu centralnego.

### Stopy procentowe
Ostatnim kryterium związanym z polityką monetarną jest kryterium stóp procentowych, ściśle określone w art. 4 Protokołu. Przy ocenie jego wypełnienia brane są te same trzy państwa, co przy kryterium inflacyjnym. Kryterium głosi, że w ciągu roku przed badaniem średnia nominalna długoterminowa stopa procentowa nie może przekraczać stopy procentowej wspomnianych państw o więcej niż 2 pkt. procentowe. Przy ocenie brane są pod uwagę obligacje skarbowe.

## Kryteria konwergencji a Polska

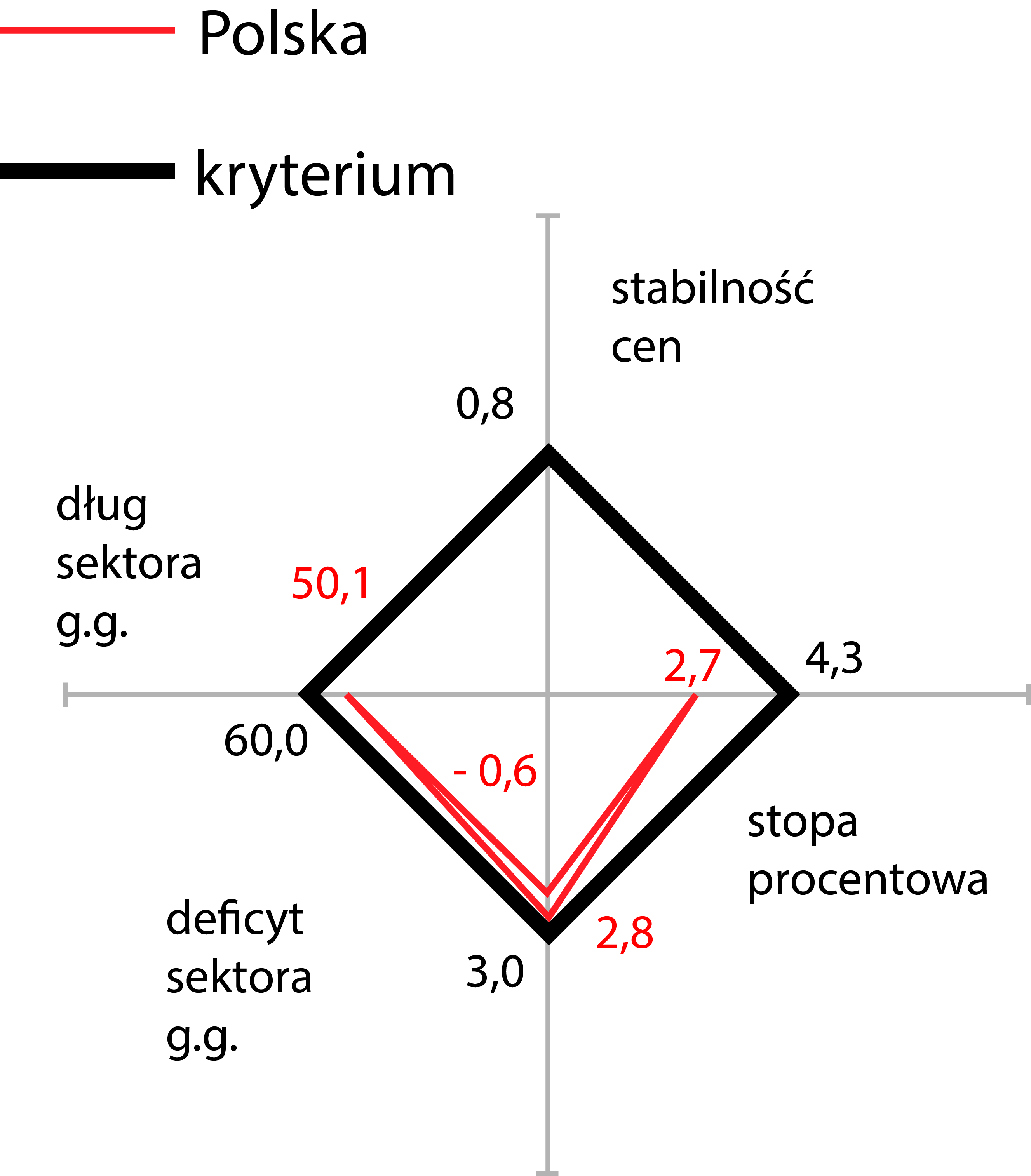
Kryteria konwergencji a Polska we wrześniu 2015

Od 1 maja 2004 Polska uczestniczy w UGiW, jednak objęta jest derogacją (czasowe wyłączenie spod pewnych zasad prawnych). Ma zatem podobny status jak większość państw, które przystąpiły do UE wraz z nią, odmienny natomiast od Wielkiej Brytanii i Danii, które uzyskały klauzulę opt-out. Uchylenie derogacji uzależnione jest od wypełnienia kryteriów konwergencji. Bieżące informacje na temat aktualnego stanu ich wypełnienia publikowane są w wydawanym od sierpnia 2009 roku przez Biuro Pełnomocnika Rządu ds. Wprowadzenia Euro Monitorze konwergencji nominalnej oraz publikowanym co dwa lata przez Europejski Bank Centralny Raporcie o konwergencji.
We wrześniu 2015 roku sytuacja przedstawiała się w sposób następujący:
| Kryterium/Wskaźnik                                                | Opis | Wartość referencyjna        |
| ----------------------------------------------------------------- | --- | --------------------------- |
| Inflacja według HICP (ang. Harmonised Index of Consumer Prices)   | W lipcu 2015 Polska po raz kolejny znalazła się wśród trzech państw tworzących grupę referencyjną kryterium stabilności cen. Średnie 12-miesięczne tempo wzrostu indeksu HICP wyniosło −0,6% (historycznie najniższy poziom). | 0,8%                        |
| Deficyt budżetowy                                                 | Rada Ecofin podjęła 19 czerwca 2015 decyzję, która zakończyła procedurę nadmiernego deficytu wobec Polski. Tym samym Polska zredukowała nadmierny deficyt o rok wcześniej niż było to rekomendowane przez Radę. W 2014 deficyt sektora instytucji rządowych i samorządowych w Polsce wyniósł 3,2% PKB, a przekroczenie wartości referencyjnej wynoszącej 3% PKB wynikało wyłącznie z poniesionego w tym roku kosztu wdrożenia systemowej reformy emerytalnej z 1999 (0,4% PKB). Skorygowana wartość deficytu sektora g.g. w 2014 wyniosła zatem 2,8%. Dług sektora osiągnął natomiast 50,1% PKB. | 3,0% PKB                    |
| Dług publiczny                                                    | Rada Ecofin podjęła 19 czerwca 2015 decyzję, która zakończyła procedurę nadmiernego deficytu wobec Polski. Tym samym Polska zredukowała nadmierny deficyt o rok wcześniej niż było to rekomendowane przez Radę. W 2014 deficyt sektora instytucji rządowych i samorządowych w Polsce wyniósł 3,2% PKB, a przekroczenie wartości referencyjnej wynoszącej 3% PKB wynikało wyłącznie z poniesionego w tym roku kosztu wdrożenia systemowej reformy emerytalnej z 1999 (0,4% PKB). Skorygowana wartość deficytu sektora g.g. w 2014 wyniosła zatem 2,8%. Dług sektora osiągnął natomiast 50,1% PKB. | 60% PKB                     |
| Kurs walutowy                                                     | Polska nie uczestniczy w mechanizmie ERM II | 2 lata po wejściu do ERM II |
| Średnia długoterminowa stopa procentowa w ostatnich 12 miesiącach | W lipcu 2015 Polska wypełniała kryterium stóp procentowych. Średnia długoterminowa stopa procentowa za ostatnie 12 miesięcy wyniosła 2,7%. | 4,3%                        |